# Juhan Sütiste
Juhan Sütiste, geboren als Johannes Schütz (* 28. Dezember 1899 in Tähtvere; † 10. Februar 1945 in Tallinn) war ein estnischer Schriftsteller und Lyriker.

## Leben
Juhan Sütiste (bis 1936 Johannes Schütz) war nach der Schule als Uhrmacherlehrling tätig. Er nahm am Estnischen Freiheitskrieg gegen Sowjetrussland teil. Sütiste studierte von 1923 bis 1931 an der Philosophischen und an der Rechtswissenschaftlichen Fakultät der Universität Tartu, allerdings ohne einen formellen Abschluss zu erwerben. Daneben war er ein erfolgreicher Leichtathlet. Bereits seit seiner Zeit als Student war er in Tartu als freischaffender Schriftsteller tätig. Er unternahm viele Reisen in alle Welt. 1929/30 war er Redakteur der Literaturzeitung Kirjanduslik Orbiit. Von 1938 bis 1941 war er Dramaturg des Eesti Draamateater in Tallinn.
1940 begrüßte er in seinem Poem Maakera pöördub itta die sowjetische Besetzung Estlands, wandte sich jedoch bald vom stalinistischen System ab. Mit der deutschen Besetzung Estlands wurde er 1941 inhaftiert. 1942 wurde er aus der Haft entlassen. 1945 verstarb er nach einem Herzinfarkt.

## Literarisches Schaffen
Juhan Sütiste debütierte 1921 als Lyriker. 1925 erschienen in den beiden Sammelwerken Sang und Bumerang Schriften von ihm. 1928 brachte seine Gedichtsammlung Rahutus den literarischen Durchbruch. Er verfasste zahlreiche Werke, die die soziale Ungleichheit in Estland und das Schicksal der einfachen Leute zum Thema hatten. Sütiste schrieb besonders in den 1930er Jahren lebensnah. Daneben schrieb er Reise- und Natureindrücke und war als angesehener Theaterkritiker tätig.

## Werke (Auswahl)

### Gedichtsammlungen
- „Rahutus“ (1928)
- „Peipsist mereni“ (1930)
- „Maha rahu“ (1932)
- „Kaks leeri“ (1933)
- „Südasuvi“ (1934)
- „Päikese ootel“ (1935)
- „Sadamad ja saared“ (1936)
- „Ringkäik“ (1937)
- „Valgus ja varjud“ (1939)

### Gedichtzyklus
- „Kahe sõja vahel“ (1937–1941)

### Theaterkritiken
- „Iga hetk on loov“ (1974)